# Aldéa Landry
Pour les articles homonymes, voir Landry.
Aldéa Landry est présidente de Landal inc., avocate et femme politique canadienne.

## Biographie
Marie-Marthe-Aldéa Landry est né le 27 décembre 1945 à Sainte-Cécile, au Nouveau-Brunswick. Son père est Sébastien Lanteigne et sa mère est Eméla Savoie. Elle étudie au Couvent Jésus-Marie de Lamèque, à l'Université d'Ottawa, à l'Université NorthEastern de Boston et au Collège Radcliffe de Boston. Elle épouse Fernand Landry le 16 août 1969.
Elle est députée de Shippagan-Les-Îles à l'Assemblée législative du Nouveau-Brunswick de 1987 à 1991 au sein du parti libéral. Elle est présidente du Conseil exécutif et ministre chargée de la Société d'aménagement régional de 1987 à 1991, la première femme acadienne nommée au Conseil des ministres de la province. Elle est aussi ministre intérimaire des Pêcheries et de l'Aquaculture en 1988 et ministre des Affaires intergouvernementales de 1989 à 1991.
Elle est membre du Conseil des gouverneurs de l'Université de Moncton et du Conseil consultatif sur le statut de la femme du Nouveau-Brunswick.

## Prix et distinctions
- 2004: Ordre de Moncton[3]
- 2006: Ordre du Canada[4]